# セルゲイ・イワノビッチ・モシン
セルゲイ・イワノビッチ・モシン（ロシア語: Сергей Иванович Мосин, Sergei Ivanovich Mosin, 1849年4月2日または4月14日 - 1902年2月8日）は、ロシアの軍人、銃器設計者。モシン・ナガン小銃の設計者として特にその名を知られる。

## 若年期
1849年4月14日（ユリウス暦では4月2日）、ヴォロネジ州ラモンにて百姓の息子として生を受けた。12歳でヴォロネジ軍学校に入学し軍人の道を歩むことになる。1867年、ミハイロフスキー砲兵学校に進む。1875年に卒業すると共に大尉に任官し、トゥーラ造兵廠の機関銃部門に配属された。

## モシン・ナガン
トゥーラに派遣されたモシンはベルダン・ライフルの開発に携わり銃器技師としてのキャリアを積み始め、やがてナガン兄弟との協力の元に開発した小銃がモシン・ナガンM1891として帝国軍の制式小銃に採用されたのである。その後、少将まで昇進したモシンはセストロレツク兵器廠の主任技師に就任した。1902年2月8日に死去し、セストロレツクの墓地に埋葬された。